# Чавчавадзе, Нина Александровна
Княжна Нино́ или Ни́на Алекса́ндровна Чавчава́дзе (груз. ნინო ჭავჭავაძე გრიბოედოვისა; 23 октября [4 ноября] 1812 — 28 июня 1857) — грузинская аристократка, дочь поэта и общественного деятеля князя Александра Чавчавадзе и княжны Саломеи Ивановны Орбелиани, жена русского драматурга и дипломата Александра Грибоедова.

## Биография

### До замужества
Родилась в усадьбе Цинандали. Ещё в ранней юности отличалась необыкновенной красотой, изысканностью манер и душевной добротой. Грибоедов, служивший в 1822 году в Тифлисе, часто посещал дом князя Чавчавадзе и давал его дочери уроки музыки. По возвращении из Персии в 1828 году он провёл несколько месяцев в Тифлисе. Снова встретив выросшую Нину, он был поражён её красотой, сравнивал её с мадонной Мурильо. По воспоминаниям Н. Н. Муравьёва-Карсского, Грибоедов поначалу распускал слухи о своей влюблённости в Нину, чтобы позлить другого её поклонника — Сергея Николаевича Ермолова, двоюродного брата знаменитого генерала. 16 июня он решился признаться ей в любви, затем получил согласие отца. 22 августа (3 сентября) 1828 года влюблённые торжественно обвенчались в тифлисском соборе Сиони. Грибоедову было 33 года, Нине — 15. Как утверждает предание, во время венчания жених, страдавший от лихорадки, уронил обручальное кольцо, что считалось дурным предзнаменованием.

### Трагический брак
Вскоре по службе Грибоедов был вынужден снова ехать в Персию; молодая жена сопровождала его в пути до Тебриза, уже будучи беременной и часто болея. Не желая подвергать Нину тяготам опасного путешествия и жизни на чужбине, Грибоедов в декабре 1828 года отправился в Тегеран в одиночестве, попрощавшись с женой и оставив её в городе, где она прожила несколько месяцев. В одном из редких писем из Тегерана Грибоедов посоветовал ей возвращаться в Тифлис, так как его миссия в Персии затягивалась, и при содействии отца ей удалось благополучно вернуться в Грузию. В начале 1829 года она узнала о разгроме русской миссии толпой фанатиков и убийстве мужа (что от неё пытались скрыть, опасаясь за её здоровье); это привело к преждевременным родам ребёнка, который прожил всего один день.

### Память

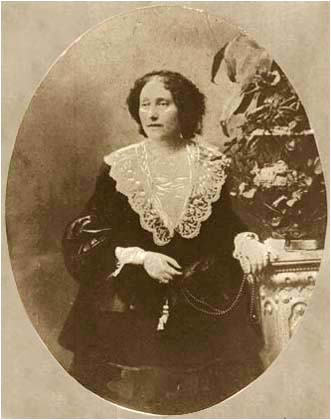
Нина Чавчавадзе в год смерти

Когда тело Грибоедова прибыло в Тифлис, вдова, выполняя волю покойного, распорядилась предать его земле близ церкви св. Давида (ныне там находится пантеон Мтацминда); это произошло 18 июня 1829 года. По её распоряжению над могилой Грибоедова был установлен надгробный памятник с надписью
Ум и дела твои бессмертны в памяти русской, но для чего пережила тебя любовь моя?
Всю оставшуюся жизнь Нина Чавчавадзе-Грибоедова прожила попеременно в Цинандали и Тифлисе, продолжая носить траур по мужу и оплакивать его смерть. Она так и не вышла замуж во второй раз, отвергая все ухаживания (в частности, безответно влюблённого в неё на протяжении 30 лет поэта и генерала Григория Орбелиани). Её верность трагически погибшему мужу стала легендарной ещё при её жизни; имя Нины Чавчавадзе было окружено почётом и уважением тифлисцев, Нину называли Чёрной розой Тифлиса. В 1857 году она умерла во время разразившейся в Тифлисе эпидемии холеры.
В 1879 году поэт Яков Полонский посвятил её памяти стихотворение:
…Там, в тёмном гроте — мавзолей,

И — скромный дар вдовы —

Лампадка светит в полутьме,

Чтоб прочитали вы

Ту надпись и чтоб вам она

Напомнила сама —

Два горя: горе от любви

И горе от ума.

## В искусстве

### В кинематографе
- В советском фильме 1943 года «Лермонтов» роль Нины Чавчавадзе сыграла Нина Никольская.
- В советском фильме 1986 года «Лермонтов» роль Нины Чавчавадзе сыграла Марика Чичинадзе.
- В российском фильме 1995 года "Грибоедовский вальс" роль Нины Чавчавадзе сыграла Эка Пипия.
- В российском телесериале 2009 года «Смерть Вазир-Мухтара» роль Нины Чавчавадзе сыграла Мария Абрамишвили.